# Mária Izabella orléans-i hercegnő
Mária Izabella (spanyolul: María Isabel de Orleans, franciául: Marie Isabelle d’Orléans; Sevilla, Spanyol Birodalom, 1848. szeptember 21. – Villamanrique de la Condesa, Spanyol Birodalom, 1919. április 23.), a Bourbon-ház orléans-i ágából származó spanyol infánsnő és orléans-i hercegnő, unokatestvére, Philippe d’Orléans hitveseként Párizs grófnéja (franciául: comtesse de Paris), egyúttal az orleanisták szemében címzetes francia királyné 1864-től hitvese 1894-ben bekövetkezett haláláig.
A hercegnő volt Antoine d’Orléans, Montpensier hercege és Lujza Ferdinanda spanyol infánsnő legidősebb leánya, II. Izabella spanyol királynő unokahúga. Nagyszülei között ott van I. Lajos Fülöp francia és VII. Ferdinánd spanyol király is. 1864-ben házasodott össze első fokú unokatestvérével, Philippe d’Orléans francia trónörökössel. Kapcsolatukból összesen nyolc gyermek született.
Párizs grófnéja férfias szokásairól: a szivarozásról és a mezei sportok, különösen a lövészet iránti szenvedélyéről volt ismert, ám az ünnepélyes alkalmakkor eleganciájával mindig meg tudta lepni az embereket. Az 1848-as februári forradalmat követően száműzetésben élt családjával, majd 1886-os második száműzetésüket követően 1919-ben hunyt el Spanyolországban, hetvenéves korában.

## Származása
Mária Izabella infánsnő 1848. szeptember 21-én született Sevilla városában, a Bourbon-dinasztia Orléans-házának tagjaként. Apja Antoine d’Orléans, Montpensier hercege, aki I. Lajos Fülöp francia király, a Polgárkirály és Mária Amália nápoly–szicíliai királyi hercegnő tizedik, egyben legfiatalabb gyermeke volt. Apai nagyapai dédszülei II. Louis Philippe d’Orléans és Marie-Adélaïde de Bourbon hercegnő (XIV. Lajos francia király, a Napkirály dédunokája), míg apai nagyanyai dédszülei I. Ferdinánd nápoly–szicíliai király és Habsburg–Lotaringiai Mária Karolina Lujza főhercegnő (Habsburg Mária Terézia uralkodónő leánya) voltak.
Édesanyja a Bourbon-ház spanyol ágából származó Lujza Ferdinanda spanyol infánsnő, VII. Ferdinánd spanyol király és Mária Krisztina nápoly–szicíliai királyi hercegnő második leánya volt. Apai nagyapai dédszülei IV. Károly spanyol király és Mária Lujza Bourbon–parmai hercegnő (I. Fülöp parmai herceg leánya), míg anyai nagyanyai dédszülei I. Ferenc nápoly–szicíliai király és Spanyolországi Mária Izabella infánsnő (szintén IV. Károly spanyol király leánya) voltak. Mária Izabella szülei így rokoni kapcsolatban álltak, édesanyja volt édesapja unokatestvérének a gyermeke, azaz másod-unokahúga.
Az infánsnő volt szülei kilenc gyermeke közül az első, egyben a legidősebb leánygyermek is. Felnőttkort megért testvérei között olyan magas rangú személyek vannak mint Mária de las Mercedes hercegnő, aki XII. Alfonz spanyol király felesége lett, valamint Antoine d’Orléans, Galliera hercege is.

## Házassága és gyermekei
Mária Izabella férje szintén az Orléans-házból származott, Philippe d’Orléans, Párizs grófja, egyben első-unokatestvére lett. Fülöp volt Ferdinand Philippe d’Orléans (apai nagybátyjának) és Ilona mecklenburg–schwerini hercegnő (I. Frigyes Ferenc mecklenburgi nagyherceg unokájának) fia. Házasságukra 1864. május 30-án került sor Londonban. Kettőjük kapcsolatából összesen nyolc gyermek született. Gyermekeik:
- Amália hercegnő (1865. szeptember 28. – 1951. október 25.), aki I. Károly portugál király felesége lett
- Fülöp herceg (1869. február 6. – 1926. március 28.), Orléans hercege
- Ilona hercegnő (1871. június 13. – 1951. január 21.), Savoyai Emánuel Filibert aostai herceg hitvese
- Károly herceg (1873. január 21. – 1875. június 8.), gyermekként ehunyt
- Izabella hercegnő (1878. május 7. – 1961. április 21.), Jean d’Orléans, Guise hercegének felesége
- Jacques herceg (1880. április 5. – 1881. január 22.), fiatalon meghalt
- Lujza hercegnő (1882. február 24. – 1958. április 18.), Károly Mária nápoly–szicíliai királyi herceg hitvese lett
- Ferdinánd herceg (1884. szeptember 9. – 1924. január 30.), Montpensier hercege

## Titulusai
- 1848. szeptember 21. – 1864. május 30.: Ő királyi fensége Mária Izabella orléans-i hercegnő, spanyol infánsnő
- 1864. május 30. – 1894. szeptember 8.: Ő királyi fensége, Párizs grófnéja
- 1894. szeptember 8. – 1919. április 23.: Ő királyi fensége az Özvegy párizsi grófné